# 1733
| 1733               |
| ------------------ |
| Dødsfald - Fødsler |
| • Begivenheder     |

| Gregoriansk kalender | 1733 MDCCXXXIII         |
| Ab urbe condita      | 2486                    |
| Armensk kalender     | 1182 ԹՎ ՌՃՁԲ            |
| Kinesiske kalender   | 4429 – 4430 壬子 – 癸丑 |
| Etiopisk kalender    | 1725 – 1726             |
| Jødisk kalender      | 5493 – 5494             |
| Hindukalendere       |                         |
| - Vikram Samvat      | 1788 – 1789             |
| - Shaka Samvat       | 1655 – 1656             |
| - Kali Yuga          | 4834 – 4835             |
| Iransk kalender      | 1111 – 1112             |
| Islamisk kalender    | 1146 – 1147             |

Konge i Danmark: Christian 6. 1730-1746
Se også 1733 (tal)

## Begivenheder
- 4. februar - Stavnsbåndet indføres. Bønderkarle skal blive på deres fødegods, til de fylder 36 år; det ophæves igen i 1788
- 1. juni - Vestindisk-guineisk Kompagni køber Sankt Croix i Dansk Vestindien
- 30. september – Berlingske Tidendes Bogtrykkeri grundlægges.
- 13. november - Et slaveoprør på Sankt Jan i Dansk Vestindien bryder ud. Oprøret er først nedkæmpet i august 1734.

## Dødsfald
- 1. februar – Kong August 2. af Polen.